# Strobilanthes spicatus
Strobilanthes spicatus är en akantusväxtart som beskrevs av T. Anders.. Strobilanthes spicatus ingår i släktet Strobilanthes och familjen akantusväxter. Inga underarter finns listade i Catalogue of Life.